# Monilinia cydoniae
Monilinia cydoniae är en svampart som först beskrevs av Schellenb., och fick sitt nu gällande namn av Whetzel 1945. Monilinia cydoniae ingår i släktet Monilinia och familjen Sclerotiniaceae.   Inga underarter finns listade i Catalogue of Life.